# Filiação partidária
Filiação partidária é a forma que um eleitor tem de se ligar a um partido político, por se identificar com a ideologia do mesmo.

## Brasil
Para se filiar a um partido existem algumas regras que o cidadão deve seguir e que estão descritas na Constituição Federal do Brasil. A primeira delas é a de que o eleitor deve estar em pleno gozo político. Isso significa estar em condições de votar e ser votado e estar habilitado a exercer cargos não eletivos. O partido político deve fixar data para filiação e deve também garantir que as pessoas, caso desejem, possam ser desligadas do partido.
A filiação partidária é importante, pois ela fortalece as instituições políticas. E, teoricamente, um partido que tem muitos filiados pode ter também muitos votos resultando em mais candidatos eleitos.
Quando um cidadão se filia a mais de um partido, a justiça eleitoral pode cancelar as filiações. Isso acontece porque o número de filiados mostra a representação que o partido simboliza na sociedade, então é de interesse da justiça a fiscalização desse processo.